# IFK馬模足球會

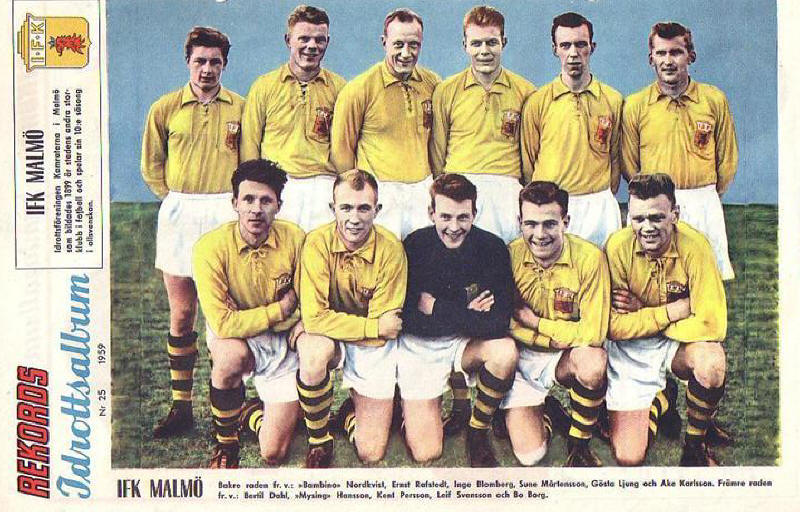
IFK馬模在1959年的鼎盛時期，曾經在班拿貝球場迎戰皇家馬德里。

IFK馬模足球會（瑞典語：IFK Malmö Fotboll）是瑞典體育會IFK馬模（IFK Malmö）屬下的足球隊，總部位於。球隊成立於1899年4月23日，曾經在瑞典頂級聯賽瑞典超級足球聯賽參與13個賽季，最好成績是 1960年獲得亞軍，最近一個賽季是在1962年。在1960–61年歐洲冠軍盃，IFK馬模第一次參與歐洲賽即晉身八強階段。

## 外部鏈接
- 官方网站 （瑞典語）